# Rasbora wilpita
Rasbora wilpita é uma espécie de peixe actinopterígeo da família Cyprinidae.
Apenas pode ser encontrada no Sri Lanka.